# فيليب إل. كوين
فيليب إل. كوين (بالإنجليزية: Philip L. Quinn)‏ هو فيلسوف أمريكي، ولد في 22 يونيو 1940، وتوفي في 15 نوفمبر 2004.